# Mönchsvater
Als Mönchsväter („Rabban Ata“) werden gemeinhin verschiedene Personen bezeichnet:
- Antonius der Große (um 251–356)
- Basilius der Große (um 330–379)
- Johannes Cassian (um 360-um 435)
- Senute (5. Jahrhundert), 451 Teilnehmer des Konzils von Ephesus
- Sabas (439–532), Palästina siehe nach ihm benanntes Kloster Mar Saba sowie Kastellion
- Benedikt von Nursia (um 480–547)
- Fructuosus (+ 675), Spanien
- Iwan Rilski (876–946)